# Théorème de Dold-Thom
En topologie algébrique, le théorème de Dold-Thom, démontré par Albrecht Dold et René Thom, établit que le groupe d'homotopie πi(SP(X)) du produit symétrique infini (en) SP(X) de X est l'homologie Hi(X,Z) du complexe singulier de X, réduite (en).